# EEF1D
EEF1D‏ (Eukaryotic translation elongation factor 1 delta) هوَ بروتين يُشَفر بواسطة جين EEF1D في الإنسان.